# Morgenrot des Ruhms
Morgenrot des Ruhms (Originaltitel: Morning Glory, in Österreich Das neue Gesicht) ist ein US-amerikanisches Filmdrama aus dem Jahr 1933 mit Katharine Hepburn. Das Drehbuch basiert auf einem Bühnenstück von Zoë Akins.

## Handlung
Die ambitionierte Schauspielerin Eva Lovelace kommt aus Vermont nach New York, um eine Rolle am Broadway zu bekommen. Sie lernt bei dem Produzenten Louis Easton den Schauspieler Robert Harley Hedges kennen. Sie ist von seinem britischen Akzent und seinen Augen beeindruckt und bittet ihn, sie in Rhetorik zu unterweisen. Während Eva und Robert sprechen, unterhalten sich Easton und der Autor Joseph Sheridan über die Besetzung von Sheridans neuer Komödie „Blue Skies“. Easton will, dass Rita Vernon, die bei ihm unter Vertrag steht, die Hauptrolle übernimmt. Als Rita erfährt, dass Sheridan ein Stück von Ferenc Molnár adaptiert, will sie das Drehbuch lesen. Sheridan ist nicht überzeugt, dass Rita die seriöse Hauptrolle übernehmen kann. Nachdem Rita gegangen ist, stellt Robert Eva vor. Zwar findet Sheridan die junge Schauspielerin charmant und auch provokativ, doch Easton will nichts von ihr wissen. 
Robert nimmt Eva mit zur Eröffnungsfeier von „Blue Skies“, die in Eastons Penthouse gegeben wird. Eva, die eine kleine Rolle in der Komödie bekam, trinkt sich einen kleinen Rausch an. Sie flirtet mit Easton und spielt zwei kleine Szenen aus einem Shakespeare-Stück für ihn. Ihre Darbietung rührt Sheridan, doch Easton bleibt kühl und distanziert. Als Sheridan am nächsten Morgen Easton aufsucht, ist er verblüfft zu erfahren, dass Easton mit Eva geschlafen hat, sie aber nun loswerden möchte. Sheridan gesteht Easton, dass er Eva liebe. Eva verlässt das Penthouse, ohne auf die Gefühle der Männer zu achten.
Mehrere Monate später steht die Eröffnung eines neuen Stückes an. Wieder ist Sheridan der Autor, und wieder ist Rita der Star. Kurz vor Beginn konfrontiert Rita Easton mit horrenden Forderungen für die Vertragsverlängerung. Sheridan will Eva, die wieder eine kleine Rolle spielt, als Hauptrolle besetzen. Eva rettet die Aufführung. Easton sucht sie in ihrer Umkleide auf. Er will ihre Karriere fördern, doch er liebt sie nicht. Sheridan sagt ihr, dass er sie liebe, doch wird er von ihr sanft zurückgewiesen. Eva bleibt alleine in ihrer Umkleide. Robert hat einen gefallenen Broadwaystar einmal als „Morning Glory“ bezeichnet, eine Blume, die hell blüht, aber schnell verwelkt. Eva schaut in den Spiegel und schwört, nicht das gleiche Schicksal zu erleiden.

## Hintergrund
Die Uraufführung fand am 16. August 1933 statt. Zoe Akins’ Bühnenstück, auf dem der Film beruht, wurde erst 1939 für kurze Zeit aufgeführt.
Die deutsche Erstaufführung erfolgte am 6. November 1934 im Berliner Marmorhaus.
Unter dem Titel Eines Tages öffnet sich die Tür (Stage Struck) inszenierte Sidney Lumet 1958 ein Remake mit Henry Fonda und Susan Strasberg in den Hauptrollen.

## Kritiken
Variety befand, der Film sei nicht die glücklichste Wahl für Katharine Hepburn gewesen. Aber sie gäbe eine starke Darstellung. Auch Channel 4 zeigte sich zurückhaltend. Zwar sei die Hepburn charmant, und sie werde von Fairbanks jr. und Menjou gut unterstützt, doch die Geschichte sei nichts Ungewöhnliches.

## Auszeichnungen
1934 gewann Katharine Hepburn den ersten von ihren insgesamt vier Oscars in der Kategorie Beste Hauptdarstellerin.